# Большой Утрус
Большой Утрус (Бутрус, Утрус) — река в России, протекает в Нижегородской и Костромской областях. 
Устье реки находится в 48 км по левому берегу реки Чёрный Лух. Длина реки составляет 18 км, площадь водосборного бассейна 135 км².
Река берёт начало к северу от деревни Фёдорово (Каменское сельское поселение). Течёт на север, в нижнем течении образует границу Нижегородской и Костромской областей. На реке стоят деревни Наумово, Успенское и Бориха. В деревне Успенское река принимает слева крупнейший приток — Малый Утрус.

## Данные водного реестра
По данным государственного водного реестра России относится к Верхневолжскому бассейновому округу, водохозяйственный участок реки — Унжа от истока и до устья, речной подбассейн реки — Бассей притоков Волги ниже Рыбинского водохранилища до впадения Оки. Речной бассейн реки — (Верхняя) Волга до Куйбышевского водохранилища (без бассейна Оки).
По данным геоинформационной системы водохозяйственного районирования территории РФ, подготовленной Федеральным агентством водных ресурсов:
- Код водного объекта в государственном водном реестре — 08010300312110000016751
- Код по гидрологической изученности (ГИ) — 110001675
- Код бассейна — 08.01.03.003
- Номер тома по ГИ — 10
- Выпуск по ГИ — 0

### Притоки (км от устья)
- 6,3 км: река Малый Утрус (лв)